# تحت محاصره ۲: قلمروی تاریک
تحت محاصره ۲: قلمروی تاریک (به انگلیسی Under Siege 2: Territory Dark) یک فیلم اکشن و دلهره‌آور آمریکایی محصول سال ۱۹۹۵ به کارگردانی جف مورفی است و استیون سیگال در نقش نیروی دریایی سابق، کیسی ریبک بازی می‌کند. که درون قطاری که از میان کوه‌های راکی از دنور به لس آنجلس می‌رود.
این دنباله‌ای بر فیلم تحت محاصره ۱۹۹۲ محسوب می‌شود، این عنوان به اصطلاح راه‌آهن اشاره دارد که قطار موضوعی از طریق قلمروی تاریک در حال حرکت بود، بخشی از مسیر راه‌آهن که سیگنال قطار ندارد و در آن ارتباط بین لوکوموتیوران قطار و مهندسان راه‌آهن غیرممکن بود.

## داستان
کیسی ریبک در قطار کلرادو به لس آنجلس حرکت می‌کند تا با خواهرزاده خود تعطیلات را آغاز کند. در اوایل سفر، تروریست‌ها از قطار سوار می‌شوند و از آن به عنوان یک دفتر مرکزی موبایل برای ربودن ماهواره مخفی مخفی ایالات متحده استفاده می‌کنند.

## بازیگران
- استیون سیگال
- اریک بوگوسیان
- اورت مک‌گیل
- کاترین هیگل
- موریس چسنات
- نیک مانکوسو
- برندا باکی
- پیتر گرین
- پاتریک کیلپاتریک
- اسکات ساورز
  - دیل دای
- کرتوود اسمیت
- ساندرا تیلور
- جاناتان بنکس
- رویس دی اپلگیت

## ساخت
این فیلم اولین اعتبار مت ریوز بود که فیلمنامه را با یکی از دوستانش در دانشگاه نوشت. ریوز بعداً گفت: "یک بازار بزرگ مشخصات اکشن وجود داشت، تعداد زیادی فیلم در حال فروش بودند، بنابراین ما این فیلم را با این فکر نوشتیم: "و سپس می‌توانم هزینه فیلم دانشجویی خود را تأمین کنم و به این ترتیب می‌توانم تبدیل شوم به یک کارگردان». فیلمنامه در یک مرحله قلمروی تاریک و در مرحله دیگر پایان خط نام داشت. وقتی نوشتن آن را تمام کردند، فیلمنامه توسط برادران وارنر انتخاب شد، که تصمیم گرفت فیلم را به دنباله‌ای بر تحت محاصره باشد.

## بازخوردها
- این فیلم در رتبه دوم باکس آفیس در ۲۱۵۰ سینما اکران شد و ۱۲٫۶۲۴٫۴۰۲ دلار برای آخر هفته به دست آورد.[۴]
- در وب‌سایت جمع‌آوری نقد راتن تومیتوز، این فیلم بر اساس رای ۳۲ نقد میانگین امتیاز ۴٫۷ از ۱۰ را دارد.[۵]
- در متاکریتیک، این فیلم بر اساس نقدهای ۲۱ منتقد، امتیاز ۵۲ از ۱۰۰ را به دست آورده است که نشان دهنده «بررسی‌های مختلط یا متوسط» است.[۶]
- تماشاگران در نظرسنجی سینماسکور به فیلم نمره متوسط "A-" در مقیاس A+ تا F دادند.[۷]

## دنباله فیلم
در ۳ اکتبر ۲۰۱۶، سیگال در توییتر اعلام کرد که فیلمنامه فیلم تحت محاصره ۳ در حال توسعه است. ولی در نهایت این پروژه لغو شد.